# Blackburns stift
Blackburns stift (engelska: Diocese of Blackburn) är ett stift inom Engelska kyrkan. Stiftet är ett av kyrkans yngsta, och upprättades den 12 november 1926 ur Manchester stift.
Stiftet omfattar stora delar av Lancashire med städerna Lancaster och Preston, tätorterna Blackburn och Burnley samt stora delar av Ribbledalen. Domkyrka är katedralen i Blackburn.
Stiftsbiskop är sedan 2023 Philip North. Till sin hjälp har han två suffraganbiskopar: biskopen av Lancaster, Jill Duff (2018–), och biskopen av Burnley, Joe Kennedy (2024–). North var själv biskop av Burnley åren 2015–2024.

### Fotnoter
1. ↑  ”The London Gazette nr 33220” (på engelska). The National Archives. 12 november 1926. sid. 7321. https://www.thegazette.co.uk/London/issue/33220/page/7321. Läst 12 februari 2021.